# Coronacrisis in Italië

Aantal besmettingen (blauw) en doden (rood) door COVID-19. De stippellijnen geven het dagelijkse verschil aan.

Kaart van aantal bevestigde besmettingen in Italië (per 20 april)
Bevestigd 50~99
Bevestigd 100~499
Bevestigd 500~999
Bevestigd 1000~4999
Bevestigd 5000~9999
Bevestigd ≥10000

De coronacrisis in Italië begon op 31 januari 2020 toen de eerste besmetting met het coronavirus SARS-CoV-2 in Italië werd vastgesteld. Twee Chinese toeristen in Rome testten toen positief op COVID-19, veroorzaakt door het virus. Een week later werd bij een Italiaanse man die werd geëvacueerd uit de stad Wuhan in China het virus vastgesteld. Hij werd opgenomen in een ziekenhuis.

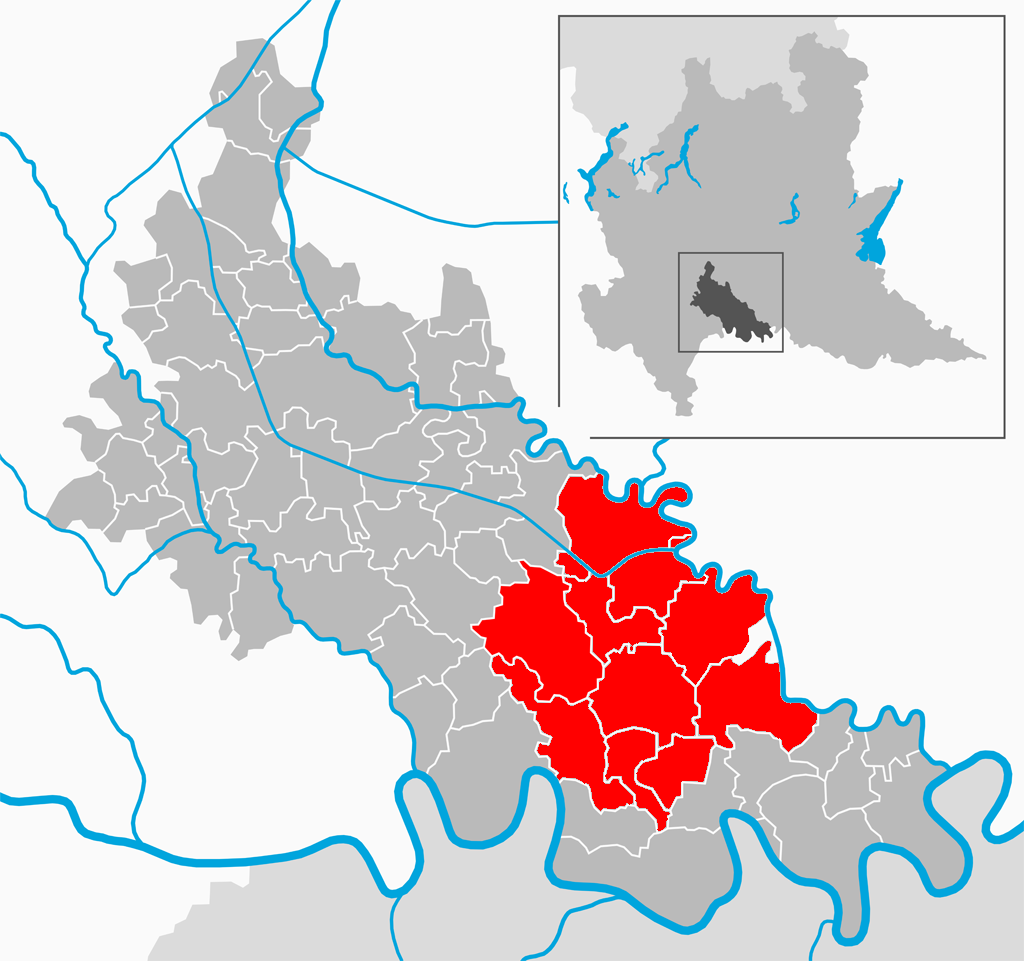
De elf gemeenten in de provincie Lodi die als eerste in februari werden afgesloten van de buitenwereld.

Een cluster van uitbraken werd op 21 februari gedetecteerd, beginnend met zestien bevestigde besmettingen in de Noord-Italiaanse regio Lombardije in Codogno, met nog eens zestig besmettingen een dag later. Italië werd hiermee het land met de meeste geconstateerde besmettingen buiten Azië. Op 22 februari werd het eerste sterfgeval gerapporteerd. Deze eerste besmettingen konden niet alle gelinkt worden aan China, patiënt nul is daarom onbekend.
Het reizen naar en van elf gemeenten in de provincie Lodi, ten zuidoosten van Milaan, met totaal circa 50.000 inwoners, werd beperkt. Alle openbare gebeurtenissen, in het bijzonder rondom carnaval (ook in Venetië), werden afgelast. Scholen, winkels, restaurants en kerken werden gesloten.
Begin maart 2020 was Italië harder getroffen door de uitbraak van het coronavirus dan welk ander land in de Europese Unie dan ook. Elf gemeenten in Noord-Italië zijn aangewezen als epicentra van de twee hoofdclusters in Italië, zij werden onder quarantaine geplaatst. Het merendeel van de positieve testen op het virus uitgevoerd in andere regio's was terug te leiden naar deze twee hoofdclusters. Per 7 maart had Italië 42.062 maal de test uitgevoerd om het virus vast te stellen.

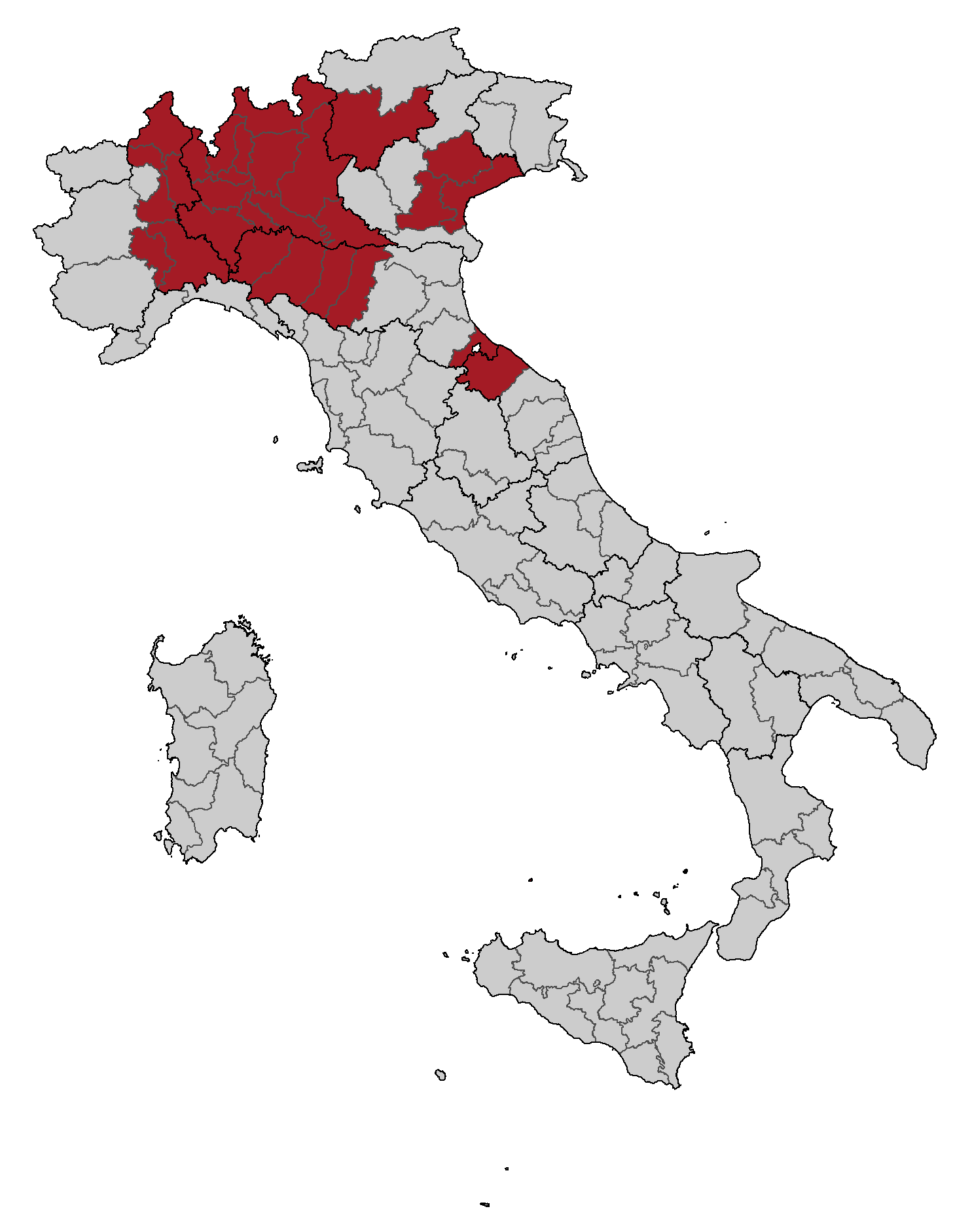
De gebieden in Noord-Italië waarvoor vanaf 8 maart de quarantaine-maatregel geldt. Vanaf 10 maart werd dit uitgebreid tot het hele land.

Op 9 maart 2020 werd voor geheel Italië code rood uitgeroepen door de Italiaanse premier Giuseppe Conte.

## Vastgestelde besmettingen
- Op 31 januari werden de eerste twee besmettingen met het coronavirus in Italië gerapporteerd. Het betroffen twee Chinese toeristen in Rome.
- Op 6 februari werd de derde besmetting vastgesteld, het betrof een Italiaan die was geëvacueerd uit China.
- Op 21 februari waren er 19 vastgestelde besmettingen. 14 hiervan werden vastgesteld in Lombardije, waaronder in het ziekenhuis van Codogno en 2 besmettingen werden vastgesteld in de regio Veneto.
- Op 5 maart was in elke Italiaanse regio minimaal een besmetting vastgesteld.
- Op 13 maart waren er 1.266 mensen overleden. 250 van deze overlijdens vonden plaats in het afgelopen etmaal. Het dodental in Italië lag op 21 inwoners per 1 miljoen inwoners. Dat was hoger dan in andere door het coronavirus getroffen landen. In Lombardije was de concentratie besmettingen het hoogst. Hier lag het dodental op 90 per 1 miljoen inwoners. Dit was zelfs hoger dan de zwaarst getroffen regio in China, Hubei, waar het dodental op 50 per 1 miljoen inwoners lag.[2]
- Op 19 maart ging Italië China voorbij als land met de meeste overleden coronapatiënten.[3]
- Op 21 maart werd met 793 doden een piek bereikt in het aantal sterfgevallen op één dag. Er waren op deze dag 233.222 Italianen getest op het coronavirus. De grootste concentratie was er in de regio Lombardije, met 27.206 vastgestelde besmettingen en 3.456 doden. Daarna volgde Emilia-Romagna met 7.555 vastgestelde besmettingen en 816 doden. Enkele gemeenten in Noord-Italië waren extra zwaar getroffen, waaronder Bergamo. In deze stad konden de mortuaria, crematoria en begraafplaatsen het aantal doden nauwelijks meer aan. Vijftien legertrucks en vijftig militairen werden ingezet om deze te ontlasten en zorgden voor transport naar plaatsen in de omgeving.[4][5]
- Op 23 maart was het aantal doden nog 601.
- Op 26 maart waren er wederom veel nieuwe gevallen bij gekomen, waaronder 6.153 besmettingen en 662 doden.

### Statistiek
Vanwege een beveiligingsprobleem met de MediaWiki Graph-software is het momenteel niet mogelijk deze grafiek weer te geven. Zodra de software is bijgewerkt zal de grafiek vanzelf weer zichtbaar worden.

Vanwege een beveiligingsprobleem met de MediaWiki Graph-software is het momenteel niet mogelijk deze grafiek weer te geven. Zodra de software is bijgewerkt zal de grafiek vanzelf weer zichtbaar worden.

Vanwege een beveiligingsprobleem met de MediaWiki Graph-software is het momenteel niet mogelijk deze grafiek weer te geven. Zodra de software is bijgewerkt zal de grafiek vanzelf weer zichtbaar worden.

Vanwege een beveiligingsprobleem met de MediaWiki Graph-software is het momenteel niet mogelijk deze grafiek weer te geven. Zodra de software is bijgewerkt zal de grafiek vanzelf weer zichtbaar worden.

Vanwege een beveiligingsprobleem met de MediaWiki Graph-software is het momenteel niet mogelijk deze grafiek weer te geven. Zodra de software is bijgewerkt zal de grafiek vanzelf weer zichtbaar worden.

## Voetbalwedstrijd 19 februari 2020
Een massaal bezochte voetbalwedstrijd tussen de elftallen van Atalanta Bergamo en Valencia CF die op woensdagavond 19 februari 2020 werd gespeeld in het Stadio Giuseppe Meazza te Milaan is achteraf aangemerkt als een belangrijke haard van waaruit vervolgens het virus zich over Italië en Spanje zou verspreiden. Dit evenement werd aangemerkt als een ¨biologische bom¨ wegens de vele supporters die er besmet zouden zijn geraakt en op hun beurt na thuiskomst anderen zouden besmetten.
“Volgens het Italiaans gezonheids  instituut had 65,8% van de Italianen die stierven na besmetting met Covid arteriële hypertensie (hoge bloeddruk), 23,5% had dementie, 29,3% had diabetes en 24,8% had atriale fibrillatie. Bov endien had 17,4% longproblemen, 16,3% had de laatste vijf jaar kanker gehad en 15,7% had eerder hartfalen gehad”.De Italiaanse krant Il Tempo meldt dat het instituut het aantal mensen dat aan COVID is overleden en niet met COVID heeft teruggebracht van 130.000 tot minder dan 4.000. gebaseerd op dit rapport https://www.epicentro.iss.it/en/coronavirus/bollettino/Report-COVID-2019_5_october_2021.pdf

De nieuwe definitie van het instituut van COVID-doden betekent dat in Italië minder mensen aan COVID zijn gestorven dan aan de gemiddelde seizoensgriep .

## Maatregelen
Op 8 maart 2020 breidde premier Giuseppe Conte de quarantaine-maatregel uit naar de gehele regio Lombardije en 14 andere provincies in Noord-Italië, waardoor meer dan een kwart van de bevolking van het land (ca. 16 miljoen mensen) in hun bewegingsvrijheid werd beperkt. Daarmee werden reizen van en naar die gebieden, waaronder de steden Milaan en Venetië, en het openbare leven grotendeels stilgelegd. De maatregelen golden tot 4 april. Verplaatsingen en reizen werden beperkt tot het minimum, men werd aangeraden zoveel mogelijk thuis te blijven. Vele openbare gebouwen, zoals bioscopen, musea en theaters werden gesloten. Evenementen, ook huwelijken en begrafenissen, werden afgelast. Restaurants en cafés waren alleen overdag nog geopend. Treinen en vliegtuigen bleven in bedrijf, maar hadden veel minder reizigers. Het toerisme in Italië (en ook elders) ondervond een sterke terugslag.
Een dag later, op 9 maart, werden 's avonds de (reis)beperkingen uitgebreid tot geheel Italië (code rood). Alle scholen en universiteiten in het hele land gingen dicht. Alle publieke bijeenkomsten in Italië waren verboden. De voetbalcompetitie is stilgelegd tot begin april. De stations en vliegvelden bleven open, metro, bus en tram bleven rijden, veel verbindingen waren echter geschrapt en de dienstregeling was aangepast. Het vliegverkeer van en naar Italië was al verminderd, doordat er al veel annuleringen waren. In Zuid-Italië was de afgelopen dagen onrust ontstaan door de vele mensen die plotseling uit het noorden naar het zuiden waren gereisd om de beperkingen in het noorden te ontvluchten.
De Italiaanse regering kondigde op 11 maart verdere noodmaatregelen aan voor het hele land. Alleen supermarkten, apotheken, banken en publieke diensten waren nog open. Openbaar vervoer werd minder frequent. Mensen die toch op reis wilden gaan moesten kunnen aantonen dat het een noodzakelijke reisbeweging was.
Vanaf 22 maart werden alle niet-essentiële fabrieken, winkels en bedrijven voor minimaal twee weken gesloten. Alleen supermarkten, apotheken, banken, postkantoren en fabrieken voor levensmiddelen en medicijnen bleven in bedrijf.

## Verspreiding naar andere landen
Een aantal besmettingen met het coronavirus SARS-CoV-2 is wereldwijd opgedoken, waarvan vermoed wordt dat deze in verband gebracht kunnen worden met de clusters in Noord-Italië. Per 2 maart 2020 hebben 30 landen en/of territoria bevestigde besmettingen waarvan de oorsprong in Italië lijkt te liggen.
| | | | |                             |
| Afrika | Amerika                                                                                                  | Azië | Europa | Oceanië                     |
| - Algerije - Centraal-Afrikaanse Republiek - Ivoorkust - Marokko - Nigeria - Seychelles - Tunesië - Zuid-Afrika | - Argentinië - Brazilië - Canada - Chili - Colombia - Dominicaanse Republiek - Mexico - Verenigde Staten | - Armenië - Azerbaijan - Bangladesch - China - India - Israël - Japan - Jordanië - Maleisië - Malediven - Oman - Saudi-Arabië - Singapore - Sri Lanka - Thailand - Verenigde Arabische Emiraten - Vietnam - Zuid-Korea | - Andorra - België - Bosnie en Herzegovina - Bulgarije - Denemarken - Estland - Finland - Frankrijk - Duitsland - Georgië - Griekenland - Hongarije - IJsland - Ierland - Moldavië - Letland - Litouwen - Luxemburg - Malta - Nederland - Noord-Macedonië - Noorwegen - Oekraïne - Oostenrijk - Polen - Portugal - Roemenië - Rusland - San Marino - Slovenië - Slowakije - Spanje - Vaticaanstad - Verenigd Koninkrijk - Zweden - Zwitserland | - Australië - Nieuw-Zeeland |